# 维勒沃康斯
维勒沃康斯（法語：Villevocance，法語發音：[vilvɔkɑ̃s]）是法国阿尔代什省的一个市镇，属于罗讷河畔图尔农区。

## 地理
维勒沃康斯（45°13'29"N, 4°35'18"E）面积9.38 平方千米，位于法国奥弗涅-罗讷-阿尔卑斯大区阿尔代什省，该省份为法国东南部内陆省份，北起顺时针与卢瓦尔省、伊泽尔省、德龙省、沃克吕兹省、加尔省、洛泽尔省和上盧瓦爾省接壤。
与维勒沃康斯接壤的市镇（或旧市镇、城区）包括：阿诺奈、鲁瓦菲约、瓦诺斯克、沃康斯。

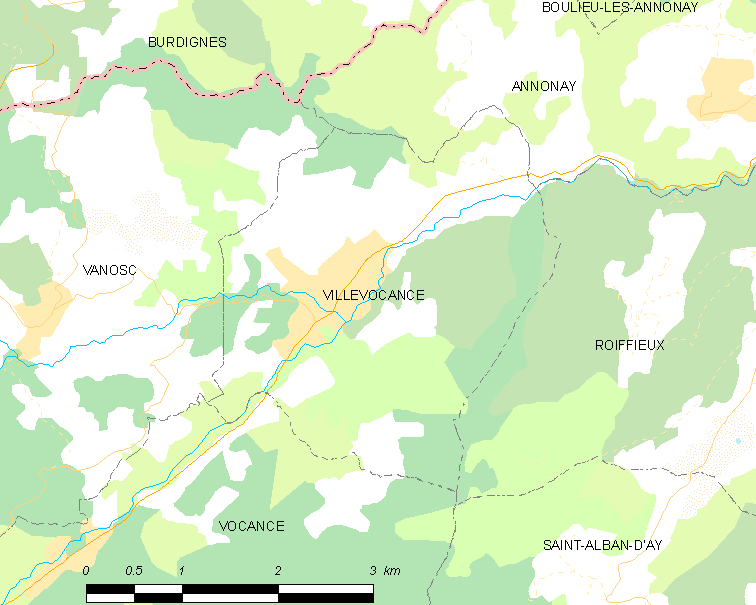
维勒沃康斯的OSM定位图

维勒沃康斯的时区为UTC+01:00、UTC+02:00（夏令时）。

## 行政
维勒沃康斯的邮政编码为07690，INSEE市镇编码为07342。

## 政治
维勒沃康斯所属的省级选区为阿诺奈第二县。

## 人口

1962-2008年间维勒沃康斯人口变化图示

维勒沃康斯于2022年1月1日时的人口数量为1181人。